# Хигаси-Гиндза (станция)

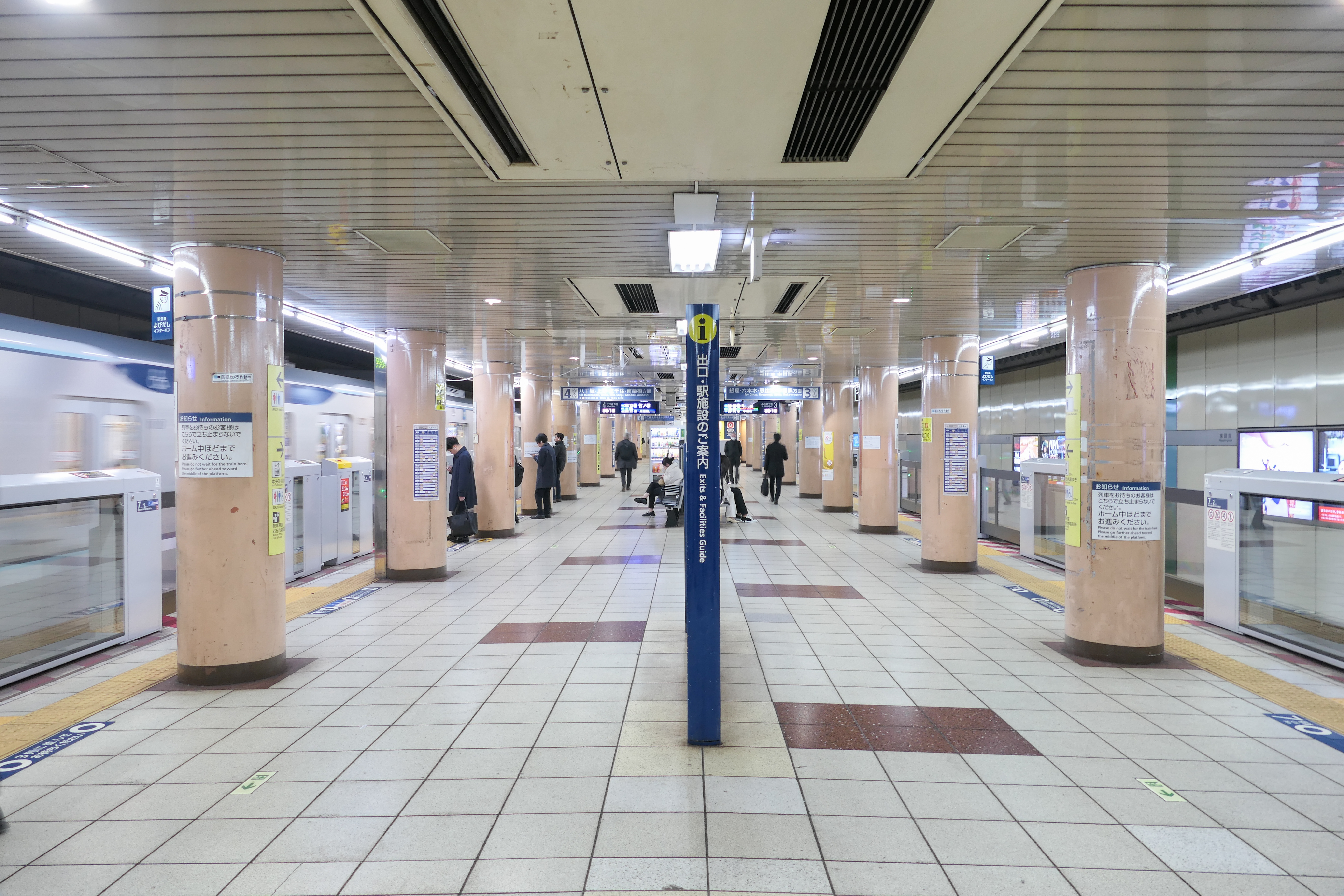
Платформы № 3 и № 4 линии Хибия

Станция Хигаси-Гиндза (яп. 東銀座駅 хигаси гиндза эки) — железнодорожная станция на линиях Хибия и Асакуса, расположенная в специальном районе Тюо в Токио. Станция обозначена номером A-11 на линии Асакуса и H-10 на линии Хибия. Станция расположена в восточной чести торгового квартала Гиндза. Была открыта 28 февраля 1963 года. На станции установлены автоматические платформенные ворота.

## Планировка станции
Одна платформа островного типа, две платформы бокового типа и 4 пути.
| 1 | ○ Линия Асакуса | Сэнгакудзи, Ниси-Магомэ, Аэропорт Ханэда, Мисакигути               |
| 2 | ○ Линия Асакуса | Нихонбаси, Осиагэ, Аэропорт Нарита, Инба-Нихон-Идай, Сибаяма-Тиёда |
| 3 | ○ Линия Хибия   | Гиндза ・ Нака-Мэгуро ・ Кикуна                                    |
| 4 | ○ Линия Хибия   | Уэно ・ Кита-Сэндзю ・ Тобу-Добуцукоэн                             |

## Близлежащие станции
| «             |             | Линия       |             | »           |
| Линия Хибия   | Линия Хибия | Линия Хибия | Линия Хибия | Линия Хибия |
| ------------- | ----------- | ----------- | ----------- | ----------- |
| Гиндза        | Гиндза      | -           | Цукидзи     | Цукидзи     |
| Линия Асакуса |             |             |             |             |
| Симбаси       | Симбаси     | -           | Такаратё    | Такаратё    |